# Recopa Africana 1983
La Recopa Africana 1983 e la novena edición de este torneo de fútbol a nivel de clubes de África organizado por la CAF y que contó con la participación de 34 equipos campeones de copa de sus respectivos países, 1 más que en la edición anterior.
El Arab Contractors SC de Egipto venció en la final al OC Agaza de Togo para proclamarse campeón del torneo por segunda vez, siendo el primer equipo que gana el torneo en años consecutivos.

## Ronda Preliminar
| Equipo 1      | Agr. | Equipo 2           | Ida | Vuelta |
| ------------- | ---- | ------------------ | --- | ------ |
| Maseru Rovers | 3-2  | Bulembu Young Aces | 1-1 | 2-1    |
| Vital'O       | 4-2  | Gor Mahia          | 1-2 | 3-0    |

## Primera Ronda
| Equipo 1             | Agr.  | Equipo 2             | Ida | Vuelta |
| -------------------- | ----- | -------------------- | --- | ------ |
| ASEC Abidjan         | 5-3   | Buffles du Borgou FC | 4-1 | 1-2    |
| Al Nasr              | 1-5   | Sekondi Hasaacas FC  | 1-1 | 0-4    |
| Bai Bureh Warriors   | 2-4   | Horoya               | 0-1 | 2-3    |
| CAP Owendo           | 0-1   | Stationery Stores    | 0-1 | 0-0    |
| Dragons Yaoundé      | 1-7   | OC Agaza             | 0-3 | 1-4    |
| CD Elá Nguema        | 0-5   | Vita Club            | 0-1 | 0-4    |
| Green Buffaloes FC   | 6-2   | Maxaquene            | 5-1 | 1-1    |
| KMKM                 | 2-7   | CAPS United          | 2-3 | 0-4    |
| Kampala City Council | 2-1   | Horsed FC            | 2-0 | 0-1    |
| Maseru Rovers        | 3-4   | Sotema               | 3-2 | 0-2    |
| ASF Police           | 1-0   | Raja Casablanca      | 1-0 | 0-0    |
| 1º de Maio           | 3-4   | AS Cheminots         | 3-2 | 0-2    |
| Stade Malien         | w.o.1 | Ajuda Sport Clube    |     |        |
| ASC Trarza           | 1-8   | DNC Alger            | 0-0 | 1-8    |
| USC                  | 0-2   | Al-Ahly              | 0-0 | 0-2    |
| Vital'O              | 1-6   | Arab Contractors     | 0-0 | 1-6    |

- 1:El Ajuda Sport Clube abandonó el torneo antes del partido de ida.

## Segunda Ronda
| Equipo 1            | Agr.         | Equipo 2             | Ida | Vuelta |
| ------------------- | ------------ | -------------------- | --- | ------ |
| ASEC Abidjan        | w.o.1        | Stationery Stores    |     |        |
| Al Ahly             | 0-7          | CAPS United          | 0-2 | 0-5    |
| Arab Contractors    | 4-4 (3:1 p.) | Kampala City Council | 2-2 | 2-2    |
| AS Cheminots        | 1-4          | Vita Club            | 1-2 | 0-2    |
| DNC Alger           | 3-2          | Stade Malien         | 2-0 | 1-2    |
| Green Buffaloes FC  | 2-0          | Sotema               | 2-0 | 0-0    |
| Horoya              | 3-1          | ASF Police           | 2-1 | 1-0    |
| Sekondi Hasaacas FC | 1-4          | OC Agaza             | 0-0 | 1-4    |

- 1:El Stationery Stores abandonó el torneo antes del partido de ida.

## Cuartos de final
| Equipo 1           | Agr.         | Equipo 2         | Ida | Vuelta |
| ------------------ | ------------ | ---------------- | --- | ------ |
| OC Agaza           | 2-2 (4:2 p.) | Vita Club        | 2-0 | 0-2    |
| CAPS United        | 2-3          | arab Contractors | 2-1 | 0-2    |
| DNC Alger          | 1-3          | ASEC Abidjan     | 1-2 | 0-1    |
| Green Buffaloes FC | 1-2          | Horoya           | 1-0 | 0-2    |

## Semifinales
| Equipo 1     | Agr.     | Equipo 2         | Ida | Vuelta |
| ------------ | -------- | ---------------- | --- | ------ |
| ASEC Abidjan | 2-2 (v.) | OC Agaza         | 2-2 | 0-0    |
| Horoya       | 0-4      | Arab Contractors | 0-1 | 0-3    |

## Final
| Equipo 1 | Agr. | Equipo 2         | Ida | Vuelta |
| -------- | ---- | ---------------- | --- | ------ |
| OC Agaza | 0-1  | Arab Contractors | 0-1 | 0-0    |

## Campeón
| Recopa Africana 1983             |
| -------------------------------- |
| Bandera de Egipto                |
| Arab Contractors S. C. 2º título |